# Leger des Heils
Leger des Heils es el nombre del brazo holandés del Ejército de Salvación.
Fue establecido por un profesor holandés, Gerrit Govaars, que junto con los oficiales ingleses, el capitán y Mrs Joseph K. Tyler, comenzaron el trabajo del Ejército en el Gerard Doustraat, Ámsterdam, el 8 de mayo de 1887.
La organización creció rápidamente por Holanda y por otros territorios de habla neerlandesa. Se llevaron a cabo operaciones a lo largo del país y llegaron a Indonesia (en esos momentos, Indias Orientales Neerlandesas) en 1894. Se hicieron más avances en 1926 en Surinam y en 1927 en Curaçao.
- Datos: Q11688635